# Barbus brachygramma
Barbus brachygramma е вид лъчеперка от семейство Шаранови (Cyprinidae).

## Разпространение
Видът е разпространен в Демократична република Конго и Замбия.

## Описание
На дължина достигат до 5,2 cm.